# Alice Keiller
Alice Keiller, född Lyon 17 september 1869 i Göteborgs Kristine församling, Göteborgs och Bohus län, död 18 februari 1968 i Släps församling, Hallands län, var en svensk hovfunktionär.

## Biografi
Alice Keiller 1869 i Göteborg. Hon blev 1940 statsfru. Keiller avled 1968 i Släps socken.

### Familj

Alice Keiller tillsammans med Dagny Lyon, Ebba Lindström, Hilda Keiller, Ellen Lindström. Bakom kvinnorna står två män: Harry Keiller och en okänd dykare.

Keiller var gift första gången 1890–1902 med bryggeridirektören Henrik Pripp och andra gången från 1903 med industrimannen James Keiller (1867–1962). Makarna är gravsatta på Örgryte gamla kyrkogård.